# Durisdeer
Durisdeer ist ein Weiler in der schottischen Council Area Dumfries and Galloway beziehungsweise im Distrikt Nithsdale der traditionellen Grafschaft Dumfriesshire. Er liegt rund sieben Kilometer nördlich von Thornhill am Nordrand von Dumfries and Galloway nahe der Grenze zu South Lanarkshire.

## Geschichte
Zu Zeiten der römischen Besatzung Britanniens verlief eine Römerstraße durch das heutige Durisdeer. Nordöstlich der Ortschaft, entlang eines Passes über die Lowther Hills, befand sich ein befestigtes Römerlager. Der Pass über die Lowther Hills stellte in der Vergangenheit eine bedeutende Verbindung zwischen Nithsdale und Lanarkshire dar. Heute wird der ein kurzes Stück nördlich verlaufende Dalveen Pass im Tal des Carron Water zur Querung der Lowther Hills genutzt.
Vermutlich existierte bereits im Mittelalter eine dem Heiligen Cuthbert geweihte Kirche in Durisdeer. Die heutige Durisdeer Parish Church wurde vermutlich zwischen 1718 und 1720 nach einem Entwurf des schottischen Architekten James Smith am selben Standort erbaut. Manche Quellen nennen jedoch auch ältere, bis 1699 zurückreichende Daten. Die Kirche enthält die Familiengruft der frühen Dukes of Queensberry. Auf dem umgebenden Friedhof befindet sich das als „Märtyrergrab“ bezeichnete Grab des Covenanters Daniel McMichael. Die wenigen Gebäude des heutigen Durisdeer stammen meist aus dem mittleren 19. Jahrhundert. Gegen Ende des Jahrhunderts befand sich dort eine Schule, die 103 Schülern Platz bot. 1978 wurden Teile des Films Die 39 Stufen in Durisdeer gedreht.

## Verkehr
Durisdeer liegt abseits der A702 (Edinburgh–St John’s Town of Dalry), welche dem Dalveen Pass folgt. Wenige Kilometer westlich verläuft die A76 (Kilmarnock–Dumfries). Im 19. Jahrhundert erhielt das südwestlich gelegene Carronbridge einen Bahnhof entlang der Glasgow, Dumfries and Carlisle Railway. Dieser wurde jedoch 1953 aufgelassen.